# Mandelbulb
De Mandelbulb is een 3D-fractal gebaseerd op de mandelbrotverzameling en in 1997 uitgevonden door Jules Ruis, zie http://www.fractal.org  en de gebruikte formule: https://web.archive.org/web/20201127044926/http://www.fractal.org/Formula-Mandelbulb.pdf ; vervolgens in 2009 verder ontwikkeld door Daniel White en Paul Nyland. Hun ideeën bestonden uit het gebruikmaken van bolcoördinaten.

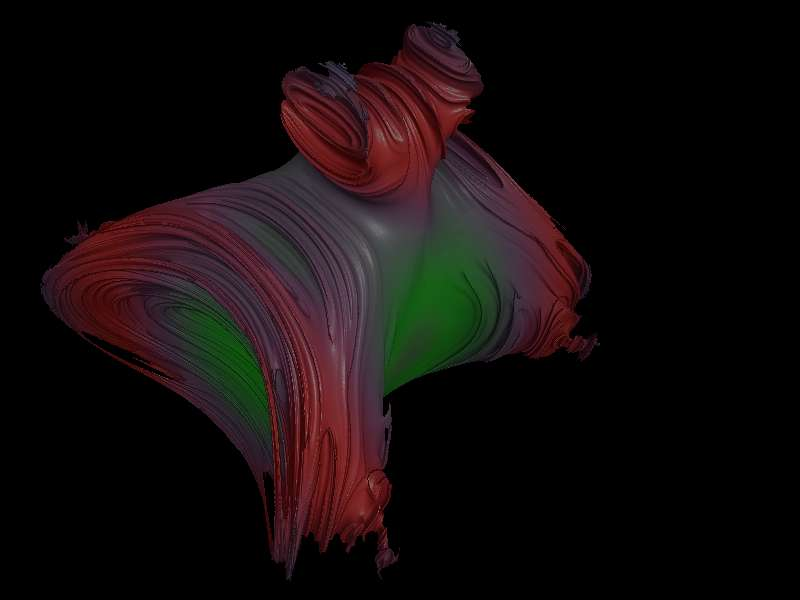
Cubic fractal
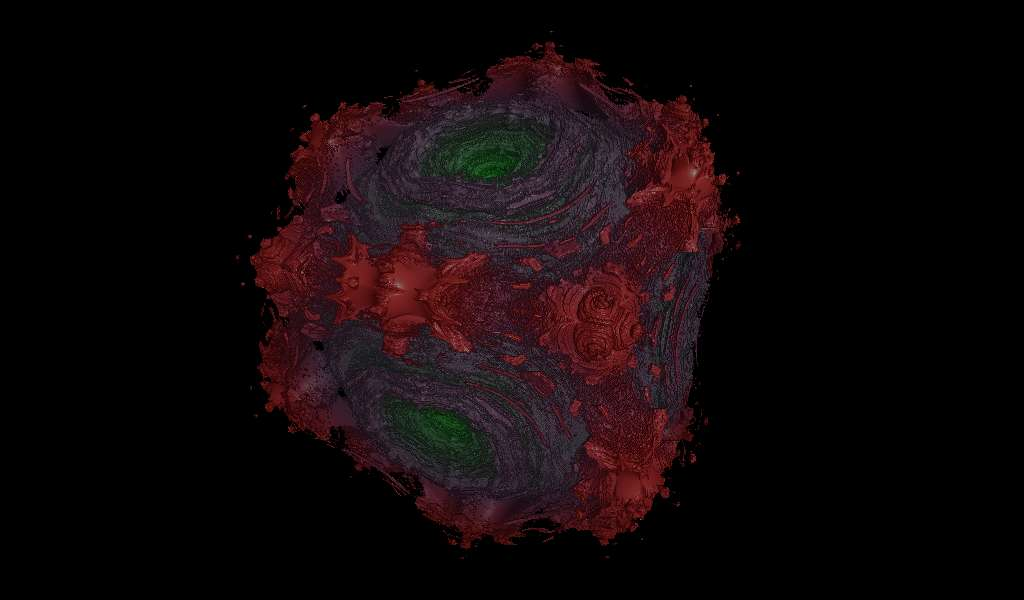
Quintic Mandelbulb
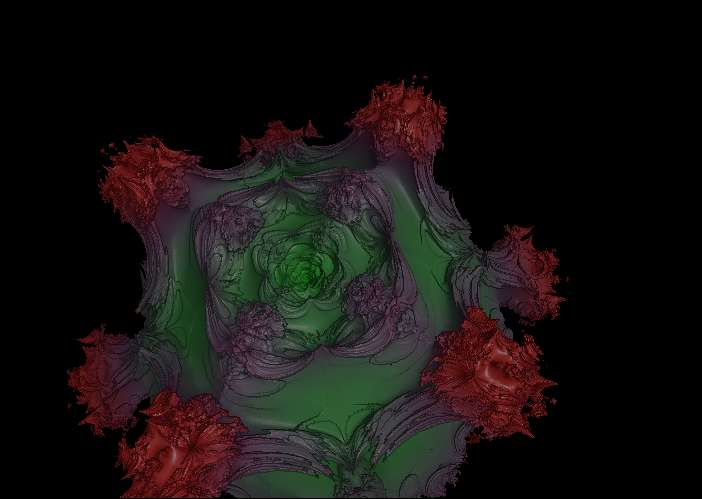
Quintic Mandelbulb met C=2
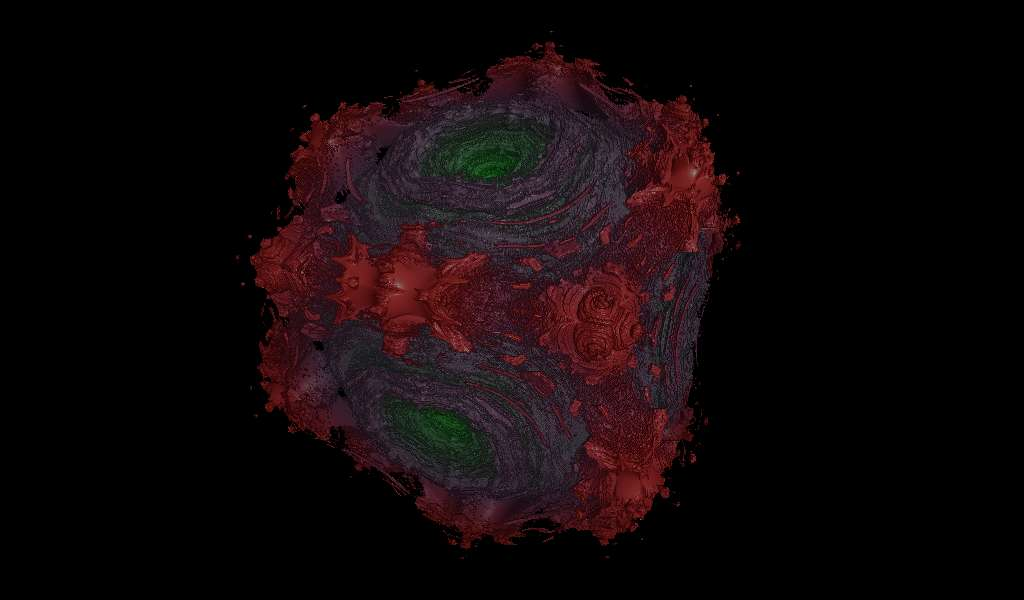
Formule: z->-z^5
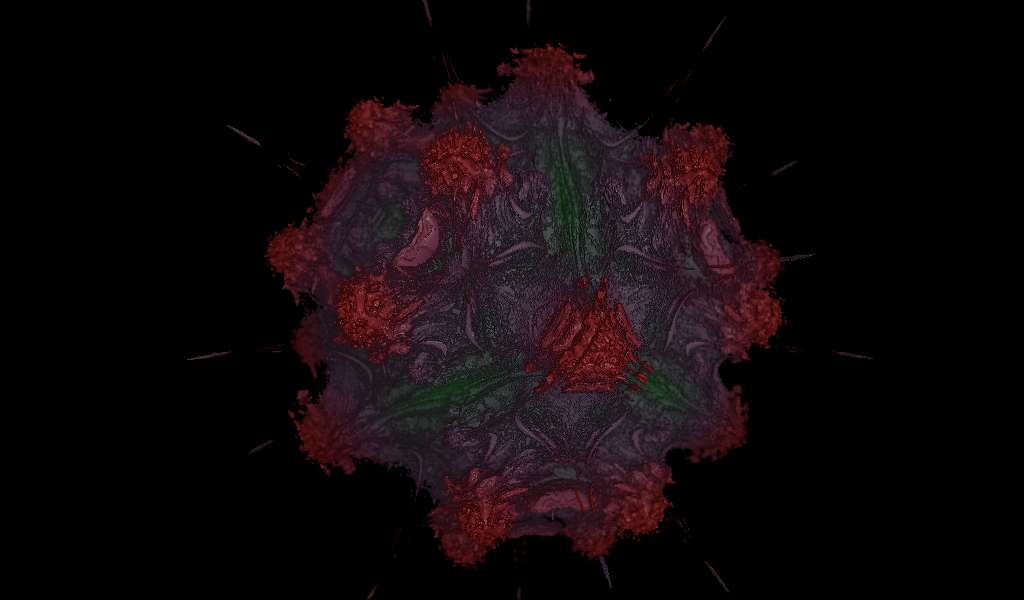
Formule: z->z^9